# Pegatron
Pegatron est une entreprise taïwanaise de fabrications et d'assemblages de pièces électroniques. Pegatron est un Original Design Manufacturer (ODM). Elle est issue d'une scission d'Asus. 
Pegatron travaille pour Apple, plus précisément, sur l’assemblage des différents iPhone 6. C'est également le constructeur des tablettes Surface de Microsoft.

## Sites de production
Les sites de production de l'entreprise sont les suivants:
- Taoyuan (Taiwan)
- Chongqing (Chine)
- Suzhou (Chine)
- Shanghai (Chine)
- Ostrava (République Tchèque)
- Ciudad Juárez (Mexique)

## Controverse
Le 18 décembre 2014, BBC a consacré un reportage dans l’émission « Panorama » sur les conditions de travail des employés de Pegatron. On note que les employés sont fatigués, épuisés et même, font des siestes sur les chaines d’assemblage.
Le 23 décembre 2014, en réponse à ce reportage choc, Pegatron lance une enquête interne à la suite des différentes critiques de la BBC.